# Екологія грибів
Еколо́гія грибі́в — це розділ аутекології, в якому вивчаються гриби в умовах їх існування та роль чинників довкілля в їхній життєдіяльності. Гриби здебільшого виконують функцію редуцентів, іноді — продуцентів. Їх життєдіяльність сприяє кругообігу речовин у довкіллі та притоку енергії в екосистемах.